# Ewald Lang
Ewald Lang (* 6. Mai 1942 in Würzburg; † 14. Oktober 2013 in Berlin) war ein deutscher Linguist.

## Leben

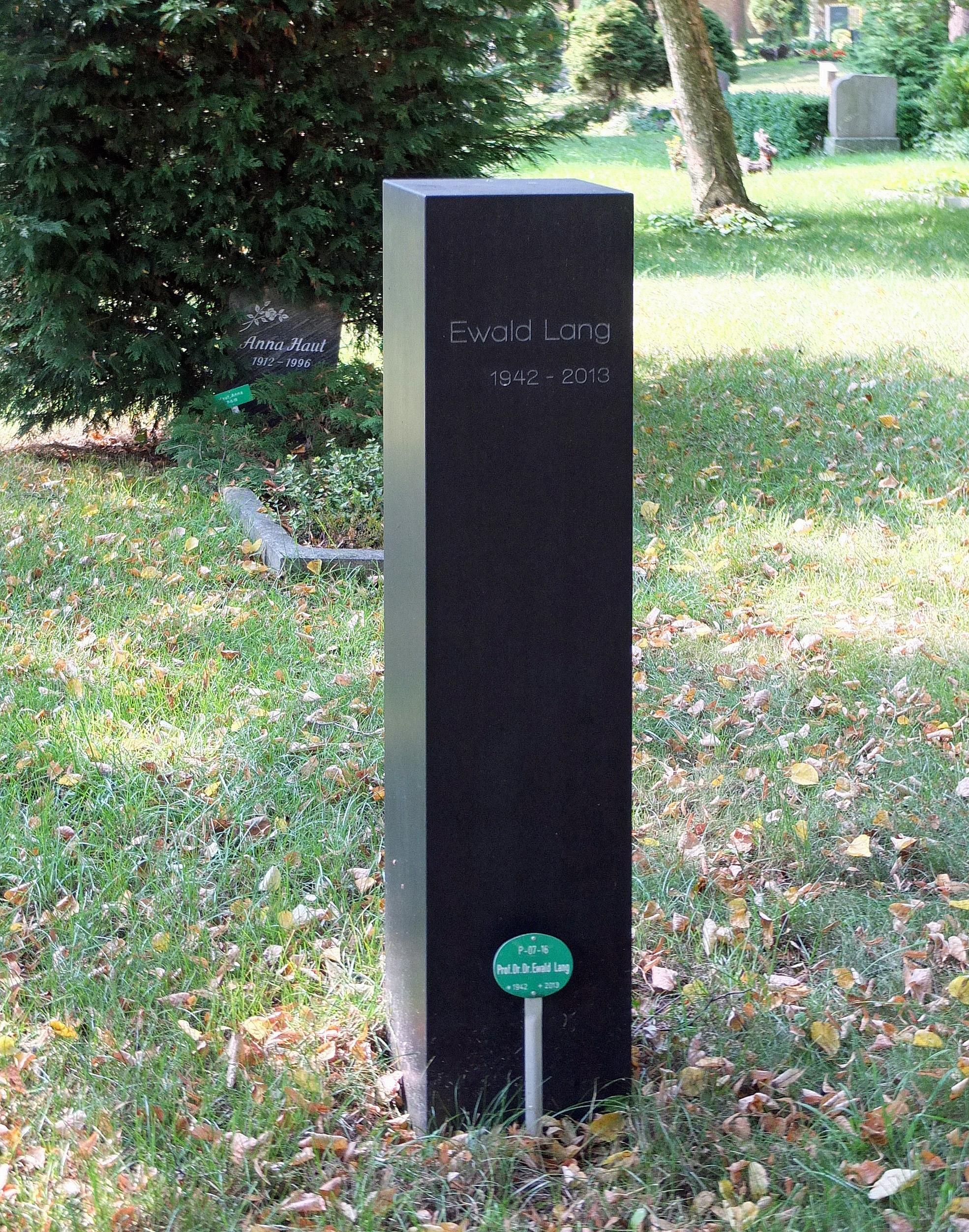
Grab von Ewald Lang auf dem St-Hedwig-Friedhof II in Berlin-Weißensee

Nach dem Besuch der erweiterten Oberschule in Grimma und einem Intermezzo als Kran- und Elektrokarrenfahrer im VEB VTA Leipzig studierte Lang die Fächer Allgemeine Sprachwissenschaft und Sinologie an der Karl-Marx-Universität Leipzig und der Humboldt-Universität zu Berlin. Von 1966 bis 1975 war er Assistent in der anfangs von Wolfgang Steinitz geleiteten Arbeitsstelle Strukturelle Grammatik der Deutschen Akademie der Wissenschaften zu Berlin (ab 1972 Akademie der Wissenschaften der DDR, AdW), bzw. nach einer Zwangsversetzung wegen Wehrdienstverweigerung im Institut für Wissenschaftstheorie der AdW. Er promovierte 1974 zum Thema „Semantik der Koordination“ (s. Lang 1977). Von 1975 bis 1988 arbeitete er dann am Zentralinstitut für Sprachwissenschaft der AdW, ab 1980 in der von Manfred Bierwisch geleiteten Forschungsgruppe Kognitive Linguistik, wo er sich 1987 habilitierte.
1988 übersiedelte Ewald Lang in die Bundesrepublik, arbeitete in Forschungsprojekten an den Universitäten in Düsseldorf, Hamburg und Wuppertal und dem IBM-Wissenschaftszentrum in Stuttgart, u. a. in dem bundesweiten Projekt zum Textverstehen LILOG. Im Sonderforschungsbereich 282 Theorie des Lexikons leitete er von 1991 bis 1995 das Projekt „Duale Operatoren“. 1993 übernahm er die Professur für Semantik am Institut für deutsche Sprache der Humboldt-Universität zu Berlin.
In der Nachfolge des Zentralinstituts für Sprachwissenschaft der AdW wurde im Februar 1992 in Berlin unter maßgeblicher Beteiligung von Ewald Lang der Forschungsschwerpunkt Allgemeine Sprachwissenschaft, Typologie und Universalienforschung (FAS) gegründet, der 1996 in das Zentrum für Allgemeine Sprachwissenschaft (ZAS) überführt wurde. Ewald Lang war kommissarischer Leiter des FAS und Gründungsdirektor des ZAS und bis zu seinem Tod 2013 mit dem ZAS eng verbunden und in verschiedenen Projekten wissenschaftlich aktiv.

## Forschungsthemen
Ewald Langs linguistische Arbeiten umfassen ein Themenspektrum, das von Satzmodus und Einstellungsausdrücken über die Syntax und Semantik von Konnektoren und die Konzeptualisierung räumlicher Ausdrücke bis hin zur linguistischen Analyse literarischer Stilfiguren wie Parallelismus und Metapher reicht. Den Einstieg in die Linguistik bildete die Übersetzung von Chomskys Aspekte der Syntax-Theorie – durch Ewald Lang erschien eine deutsche Fassung schon 1965 im Akademie-Verlag. Später spielte er eine maßgebliche Rolle für die Theoriebildung der Forschungsgruppe Kognitive Linguistik der AdW, insbesondere für die Entwicklung der Zwei-Ebenen-Semantik (s. Bierwisch & Lang 1987, Lang & Maienborn 2011). Darin wird die Bedeutung natürlichsprachlicher Ausdrücke durch den Gebrauchskontext spezifiziert und nicht nur auf einer semantischen Ebene, sondern zusätzlich auf einer konzeptuellen – kognitiv motivierten – Ebene repräsentiert. Diese Bedeutungskonzeption bildet den Hintergrund für Ewald Langs zentrale Arbeiten zur Semantik der Koordination und zur Dimensionsauszeichnung räumlicher Objekte (s. u.), sowie für seine Arbeiten zu lexikalischer Antonymie, z. B. Lang (1995).
Spätere Forschung zu adversativen Konnektoren, Kontrastrelationen und Parallelismus-Effekten knüpft an die Ergebnisse zur Koordination an. In dem von Ewald Lang geleiteten Forschungsprojekt „Kontrast und Korrektur“ in der Leipziger Forschergruppe Sprachliches und konzeptuelles Wissen entstanden wichtige Arbeiten zur Interpretation von Adversativkonstruktionen (z. B. Lang 2002, 2005). In seinem Projekt „Parallelismus in der Grammatik“ am Zentrum für Allgemeine Sprachwissenschaft in Berlin untersuchte er das Phänomen Parallelismus als einen universellen Mechanismus der Textkonstitution, der auf allen Ebenen der Grammatik wirksam und für Interpretationseffekte im Alltagsgebrauch von Sprache wie auch in der Werbung und in der Volksdichtung tonangebend ist. Damit griff er frühere Arbeiten zu Parallelismus auf (Lang 1987, s. dazu auch die Sammlung von Demo-Sprüchen in Lang 1990). Schließlich gelang Ewald Lang in seiner Analyse von Hörbuchfassungen von Kafkas Auf der Galerie ein überzeugender Brückenschlag zwischen Linguistik und Literaturwissenschaft, in dem prosodische Realisierungen des Textes vor dem Hintergrund der morphosyntaktischen und lexikalischen Struktur auf Interpretationseffekte untersucht werden, s. (Lang & Pheby 2011).

### Semantik der Koordination (Lang 1984)
Koordinative Strukturen, zum Beispiel koordinierte Sätze wie in „Vater ist krank und Mutter geht arbeiten.“ unterliegen bekanntermaßen syntaktischen Wohlgeformtheitsbedingungen, wie sie unter anderem in der Same Type Hypothesis von Chomsky (1957) oder dem Coordinate Structure Constraint von Ross (1967) oder dem Law of Coordination of Likes von Williams (1978) beschrieben werden. Ewald Lang zeigte in seiner Arbeit zur Koordination, dass es darüber hinaus semantische Bedingungen gibt, die dafür verantwortlich sind, dass die Konjunkte in einer Koordination sich wechselseitig in ihrer Interpretation beschränken: Konjunkte dürfen sich nicht wechselseitig subsumieren (semantische Unabhängigkeit) und es muss eine gemeinsame Instanz geben, die durch die Konjunkte elaboriert wird (common integrator). So wird in dem Ausdruck Löwen in (a) sexusunspezifisch interpretiert, während in (b) nur die männlichen Exemplare gemeint sind, in (c) müssen entweder beide Konjunkte aktiv (Musiker) oder beide passiv (Zuhörer) verstanden werden, und in (d) wird das – mehrdeutige – Wort Schloss bevorzugt als Türschloss interpretiert, weil man (Gebäude-)Schlösser und Riegel kaum gleichzeitig kauft.
(a) Dort sind Löwen und Nashörner.
(b) Dort sind Löwen und Löwinnen.
(c) Ein Opernabend und eine Liedrezitation machen mir Spaß.
(d) Peter hat ein Schloss und einen Riegel gekauft.

### Dimensionsauszeichnung räumlicher Objekte (Lang 1987, 1990)
Räumliche Dimensionsausdrücke referieren auf bestimmte Gestalt- und/oder Positionseigenschaften von räumlichen Objekten und quantifizieren über deren Ausmaß. Die Dimensionen, die sie benennen, können auf verschiedene Weise bestimmt werden, entweder durch inhärente Gestalteigenschaften des Objekts oder durch die Positionierung des Objekts im Raum oder durch die Perspektive des Betrachters. So referiert beispielsweise der Ausdruck lang auf eine Gestaltdimension, und zwar auf die maximale, unabhängig von der Position des Objekts und der Perspektive des Betrachters. Der Ausdruck breit dagegen kann sich auf eine Gestaltdimension beziehen, aber auch auf eine durch Positionierung oder Betrachterperspektive bestimmte Dimension. Im ersteren Fall ist es die zur maximalen Dimension orthogonale, in den beiden letzteren die maximale Dimension selbst. Das Beispiel zeigt in (I) inhärente Gestaltdimensionen, in (II) Dimensionen qua Positionierung und in (III) Dimensionen qua Betrachterperspektive.
 (I) Das Brett ist lang und breit genug, aber zu dünn.
(II) Das Brett ist breit und hoch genug, aber zu dünn.
(III) Das Brett ist breit und tief genug, aber zu dünn.

## Publikationen (Auswahl)
- Ewald Lang & Claudia Maienborn. 2011. Two-level Semantics: Semantic Form and Conceptual Structure. In Claudia Maienborn, Klaus von Heusinger & Paul Portner (Hrsg.) Semantics (HSK 33.1). Berlin: de Gruyter, 709 -740.
- Ewald Lang & Barbara Pheby. 2011. Intonation und Interpretation von Satzverknüpfungen in literarischen Hörbuchtexten. In Eva Breindel, Gisella Ferraresi & Anna Volodina (Hrsg.) Satzverknüpfung mehrdimensional. Berlin: de Gruyter, 297 – 326.
- Ewald Lang & Marcela Adamíková. 2005. The lexical content of connectors and its interplay with intonation. An interim balance on sentential connection in discourse. In Andreas Späth (Hrsg.) Interfaces and Interface Conditions. Berlin: de Gruyter.
- Ewald Lang. 2002. Die Wortart „Konjunktion“. In D. A. Cruse (Hrsg.) Lexikologie. Lexicology. Ein Internationales Handbuch zur Natur und Struktur von Wörtern und Wortschätzen. 634-641. Berlin: de Gruyter.
- Ewald Lang. 2001. Spatial Dimension Terms. In Martin Haspelmath, Ekkehard König, Wulf Oesterreicher & Wolfgang Raible (Hrsg.) Language Typology and Language Universals. An International Handbook. 1251–1275. Berlin: Mouton de Gruyter.
- Ewald Lang. 1995. Das Spektrum der Antonymie. Semantische und konzeptuelle Strukturen im Lexikon und ihre Darstellung im Wörterbuch. In Gisela Harras (Hrsg.) Die Ordnung der Wörter. IdS-Jahrbuch. 30-98. Berlin: de Gruyter.
- Ewald Lang. 1991. Koordinierende Konjunktionen. In Arnim v. Stechow & Dieter Wunderlich (Hrsg.) Semantik. Semantics. HSK 6. 597-623. Berlin: de Gruyter.
- Ewald Lang. 1990. Wendehals und Stasi-Laus. Demo-Sprüche aus der DDR. Herausgegeben und zusammengestellt von Ewald Lang. Heyne Verlag, München.
- Ewald Lang. 1990. Primary perceptual space and inherent proportion schema: Two interacting categorization grids underlying the conceptualization of spatial objects. Journal of Semantics 7. 2. 121-141.
- Ewald Lang & Manfred Bierwisch. 1987. Etwas länger – viel tiefer – immer weiter: Epilog zum Dimensionsadjektive-Projekt. In M. Bierwisch & E. Lang (Hrsg.) Grammatische und konzeptuelle Aspekte von Dimensionsadjektiven. Studia grammatica 26+27. 649-699. Berlin: Akademie-Verlag.
- Ewald Lang. 1987. Semantik der Dimensionsauszeichnung räumlicher Objekte. In M. Bierwisch & E. Lang (Hrsg.) Grammatische und konzeptuelle Aspekte von Dimensionsadjektiven. Studia grammatica 26+27. 287-458. Berlin: Akademie-Verlag.
- Ewald Lang. 1987. Parallelismus als universelles Prinzip sekundärer Strukturbildung. In E. Lang & G. Sauer (Hrsg.) Parallelismus und Etymologie. Studien zu Ehren von Wolfgang Steinitz anlässlich seines 80. Geburtstags. Berlin: LS/ZISW/A 161.1. 1-54.
- Ewald Lang. 1984. The Semantics of Coordination. Studies in Language Companion Series 9. Amsterdam: John Benjamins.
- Ewald Lang (1982/1986): Victor Klemperers LTI. In: Osnabrücker Beiträge zur Sprachtheorie 33: 69-79. (Zuerst unter dem Titel: Victor Klemperers LTI ins Germanistik-Seminar, oder: „LTI – ein antifaschistisches Volksbuch?“ In: Forum 1982, 1:14-15).